# Wirtembergia
Wirtembergia (niem. Württemberg) – kraina historyczna w południowo-zachodniej części Niemiec. Od 1952 r. wchodzi w skład kraju związkowego Badenia-Wirtembergia.

Heraldyczny sztandar księstwa Wirtembergii

Wirtembergia była pierwotnie częścią księstwa Szwabii.
W 1080 r. koło Stuttgartu powstał zamek Wirtemberg, założony przez Konrada, protoplastę hrabiów Wirtembergii. Od 1495 r. księstwo. Na początku XVI w. powstanie antyfeudalne. W 1519 r. opanowana przejściowo przez Habsburgów, w 1534 r. musiała uznać zależność lenną od Austrii (zniesioną w 1599). W XVI w. zwyciężyła tu reformacja. Zniszczona przez wojny XVII i XVIII wieku. Po wojnie siedmioletniej zyskała na znaczeniu. Zyskała suwerenność, taką jak inne państwa i była na równi z innymi krajami europejskimi. W 1796 i 1800 r. okupowana przez wojska francuskie. W 1803 r. Fryderyk I otrzymał godność elektora. W 1806 r. Księstwo Wirtembergii zostało przekształcone z woli Napoleona w powierzchniowo dwukrotnie większe Królestwo Wirtembergii, które stało się członkiem Związku Reńskiego. Fryderyk I w otrzymał tytuł królewski, w związku z czym występował po jego stronie w trakcie kolejnych kampanii wojennych. Po bitwie pod Lipskiem w 1813 r. Fryderyk I w zamian za zdradę Napoleona ustalił w umowie zawartej w Fuldzie z Metternichem, że zatrzyma tytuł królewski i nabytki terytorialne. Potwierdzono to na kongresie wiedeńskim w 1815 r. W 1828 r. Wirtembergia przystąpiła do unii celnej z Bawarią, a w 1834 r. do Niemieckiego Związku Celnego. Od 1871 r. w Rzeszy Niemieckiej (z zachowaniem autonomii). W latach 1919–1945 republika związkowa. W 1945 r. okupowana przez wojska francuskie i amerykańskie, następnie podzielona między Wirtembergię-Badenię i Wirtembergię-Hohenzollern. Na mocy referendum z 1951 r. połączona w 1952 z dawnym obszarem Badenii i Hohenzollernsche Lande w kraj związkowy RFN.